# مار شکم‌خردلی
مار شکم‌خردلی (نام علمی: Drysdalia rhodogaster)، که همچنین به عنوان مار تاجدار کوه‌های آبی شناخته می‌شود، گونه‌ای از مارهای سمی بومی استرالیا است. نام خاص rhodogaster (به معنی "شکم‌سرخ") به رنگ بدن آن اشاره دارد.
این مار به‌طور متوسط تا حدود ۴۰ سانتی‌متر طول رشد می‌کند. بخش روتنه (بالایی بدن) قهوه‌ای متمایل به خاکستری، با سر تیره‌تر و نوار زرد تا نارنجی بر روی گردن است.
پراکنش گونه محدود به جنوب شرقی نیو ساوت ولز است.